# Teus van Rheenen
Teunis (Teus) van Rheenen (Zeist, 28 juli 1930 – 10 oktober 1992) was een Nederlands voetballer. Hij speelde als aanvaller voor SV Zeist, BVC Utrecht, Elinkwijk en 't Gooi.

## Loopbaan

### Amateurjaren
Hij werd als tienjarige lid van SV Zeist. Zes jaar later, in 1946, debuteerde de lyceumscholier in het eerste elftal op het middenveld als rechtshalf.
Hij speelde ook als middenvelder in het Nederlands jeugdelftal dat in april 1948 deelnam aan het eerste Europees kampioenschap voetbal onder 18 dat in Engeland plaatsvond. Later werd hij door de elftalcommissie van Zeist als midvoor in de voorhoede opgesteld.

### BVC Utrecht
Van Rheenen had als topschutter van derdeklasser Zeist naam gemaakt. Want hij werd in 1954 aangetrokken door de nieuwe profclub BVC Utrecht die ging spelen in de ‘wilde’ competitie van de NBVB (Nederlandse Beroeps Voetbal Bond). BVC Utrecht trok niet alleen spelers aan van de Utrechtse clubs DOS, Elinkwijk en Velox maar ook uit de wijde omgeving tot in Amsterdam toe.
Van Rheenen kende een glansrijk profdebuut bij BVC Utrecht dat zijn thuisduels speelde op het sportterrein aan de Liesbosweg in Jutphaas. In de openingswedstrijd op zaterdag 11 september 1954 scoorde hij driemaal tegen Fortuna '54 met doelman Frans de Munck. De wedstrijd eindigde onbeslist: 4-4. Van Rheenen werd clubtopscorer met acht treffers in tien duels in de NBVB-competitie die werd stopgezet na de laatste speelronde op 21 november. 

### Elinkwijk
Door de fusie tussen de voetbalbonden KNVB en NBVB begon op 28 november 1954 een volledig nieuwe competitie. BVC Utrecht hield op te bestaan en ging samen verder met Elinkwijk. Van Rheenen en de meeste andere spelers stapten mee over. Hij werd met vijftien doelpunten weer clubtopscorer en Elinkwijk plaatste zich voor de Hoofdklasse, de voorloper van de Eredivisie. Toch besloot hij medio 1955 Elinkwijk te verruilen voor zijn oude club Zeist.

### Recordtransfer
De Zeister club was door de KNVB als enige derdeklasser toegelaten tot het betaald voetbal. Zeist zocht versterking en betaalde 34.500 gulden voor Van Rheenen. Het was een recordbedrag voor die tijd. Hij bleef vier jaar bij Zeist. Zijn topjaar was het seizoen 1957/58 toen hij met dertig doelpunten topschutter werd van de Tweede divisie A. In zijn laatste jaar bij Zeist bleef hij, mede door een blessure, op acht treffers steken. 

### Van Zeist naar ’t Gooi
Hij vertrok in 1959 naar ’t Gooi dat een niveau hoger, in de Eerste divisie, speelde. Na vier seizoenen werd hij in 1963 op de transferlijst gezet. Op 33-jarige leeftijd kwam een einde aan zijn profloopbaan. Hij keerde terug naar vierdeklasser Zeist, de club was in 1961 teruggegaan naar het amateurvoetbal, waar hij nog een jaar voetbalde. Daarin werd hij nog opgeroepen voor het Nederlands amateurelftal. Hij behaalde in september 1964 het trainersdiploma C. Van Rheenen keerde in 1980 als trainer terug bij ’t Gooi dat toen uitkwam in de derde klasse van de amateurs
Tijdens zijn voetbalcarrière werkte hij op kantoor bij kunstmestfabriek Albatros in Utrecht. Na zijn loopbaan begon hij een sportzaak aan Voorheuvel in Zeist.
Hij overleed op 62-jarige leeftijd in 1992.

## Clubstatistieken
| Seizoen | Club        | Land      | Competitie       | Competitie | Competitie | Beker | Beker | Internationaal | Internationaal | Overig | Overig | Totaal | Totaal |
| Seizoen | Club        | Land      | Competitie       | Wed.       | Dlp.       | Wed.  | Dlp.  | Wed.           | Dlp.           | Wed.   | Dlp.   | Wed.   | Dlp.   |
| ------- | ----------- | --------- | ---------------- | ---------- | ---------- | ----- | ----- | -------------- | -------------- | ------ | ------ | ------ | ------ |
| 1954/55 | BVC Utrecht | Nederland | NBVB             | 10         | 8          | –     | –     | 0              | 0              | 0      | 0      | 10     | 8      |
| 1954/55 | Elinkwijk   | Nederland | Eerste klasse B  | 26         | 15         | –     | –     | 0              | 0              | 0      | 0      | 26     | 15     |
| 1955/56 | Zeist       | Nederland | Eerste klasse C  | 30         | 16         | –     | –     | 0              | 0              | 0      | 0      | 30     | 16     |
| 1956/57 | Zeist       | Nederland | Tweede divisie B | 25         | 11         | 2     | 0     | 0              | 0              | 0      | 0      | 27     | 11     |
| 1957/58 | Zeist       | Nederland | Tweede divisie A | 25         | 30         | 3     | 3     | 0              | 0              | 0      | 0      | 28     | 33     |
| 1958/59 | Zeist       | Nederland | Tweede divisie A | 22         | 8          | 0     | 0     | 0              | 0              | 0      | 0      | 22     | 8      |
| 1959/60 | 't Gooi     | Nederland | Eerste divisie A | 28         | 9          | 0     | 0     | 0              | 0              | 0      | 0      | 28     | 9      |
| 1960/61 | ’t Gooi     | Nederland | Eerste divisie B | 34         | 16         | 3     | 4     | 0              | 0              | 0      | 0      | 37     | 20     |
| 1961/62 | ’t Gooi     | Nederland | Eerste divisie A | 34         | 14         | 4     | 0     | 0              | 0              | 0      | 0      | 38     | 14     |
| 1962/63 | ’t Gooi     | Nederland | Tweede divisie B | 30         | 12         | 2     | 1     | 0              | 0              | 0      | 0      | 32     | 13     |
| Totaal  | Totaal      | Totaal    | Totaal           | 264        | 139        | 14    | 8     | 0              | 0              | 0      | 0      | 278    | 147    |